# Takács Béla (repülőgép-építő)
Takács Béla (1884 – Kárpátok, 1915. január 15.) magyar asztalosmester, repülőgép-tervező és -építő, pilóta.

## Életpálya
1911-ben Rákos-mezőn a 17. hangárban kezdte. A magyar gyártású motorokat építette repülőgépeibe. Repülőgépeinek maga volt a berepülő pilótája. 1914-ben az 1. világháború idején katonai szolgálatra jelentkezett. A repülőcsapatokhoz került, ahol 1914 decemberében hivatalos pilóta vizsgát tett. Egy bevetés során viharba került, gépe lezuhant.

### Gépei
1912-ben épített első gépe merevített, nyitott háromszög törzsű monoplán (egyfedelű) volt. A gépet egy 24 lóerős (LE) Adorján–Dedics motor működtette.
1913-ban a második gépe zárt szerkezetű monoplán volt. A gépbe a 65 lóerős Gróh vízhűtéses motort építette. A géppel sikeres repülőpróbákat végzett.
1913-ban harmadik gépe furnér (vékony falemez) szerkezetű csőtörzzsel, amit Tóth József kísérletezett ki. A gépbe a 65 lóerős Gróh-vízhűtéses motort építette. Egy technikai hiba miatt a  Gróh-motort lecserélte egy Dedics-motorra, amivel 1913. augusztus 20-án részt vett a kiírt versenyen.